# Colonie artistique d'Old Lyme

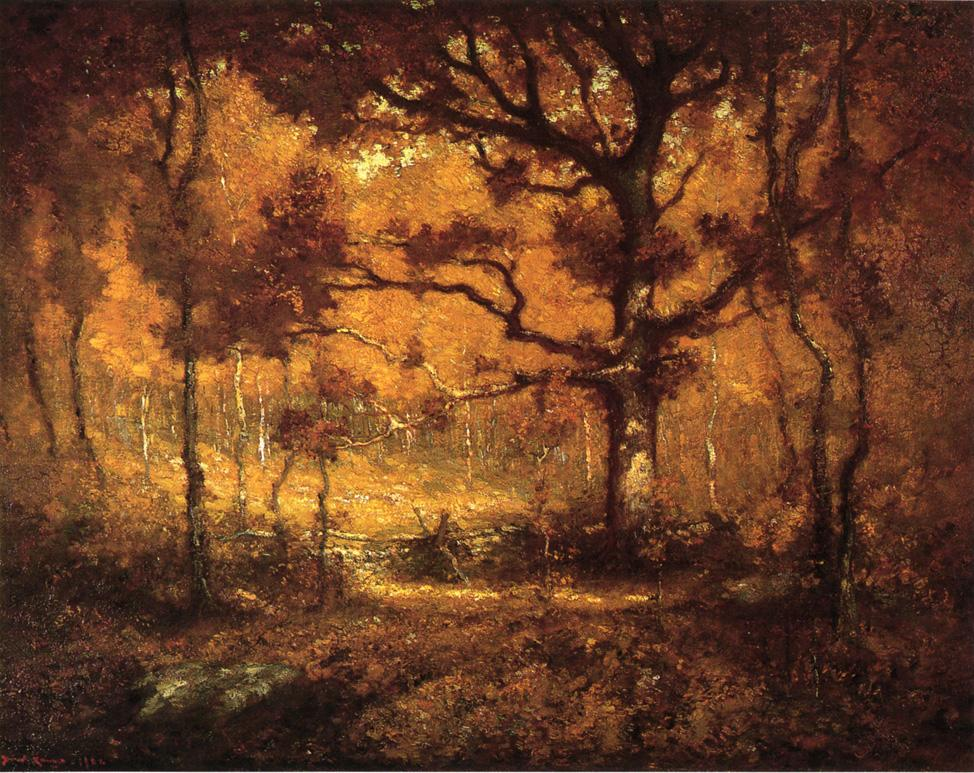
Henry Ward Ranger, Autumn Woodlands, vers 1902, Florence Griswold Museum

La colonie artistique d'Old Lyme, situé dans la ville d'Old Lyme dans le comté de New London dans l'état du Connecticut aux États-Unis, a été créée en 1899 par le peintre Henry Ward Ranger. Tourné vers le tonalisme lors de sa création, l'arrivée du peintre Childe Hassam en 1903 marque un tournant vers l'impressionnisme américain et le départ de Ranger l'année suivante. Jusqu'à la fin des années 1920, ce fut l'une des plus importantes colonies de peintres impressionnistes de l'époque.

## Histoire

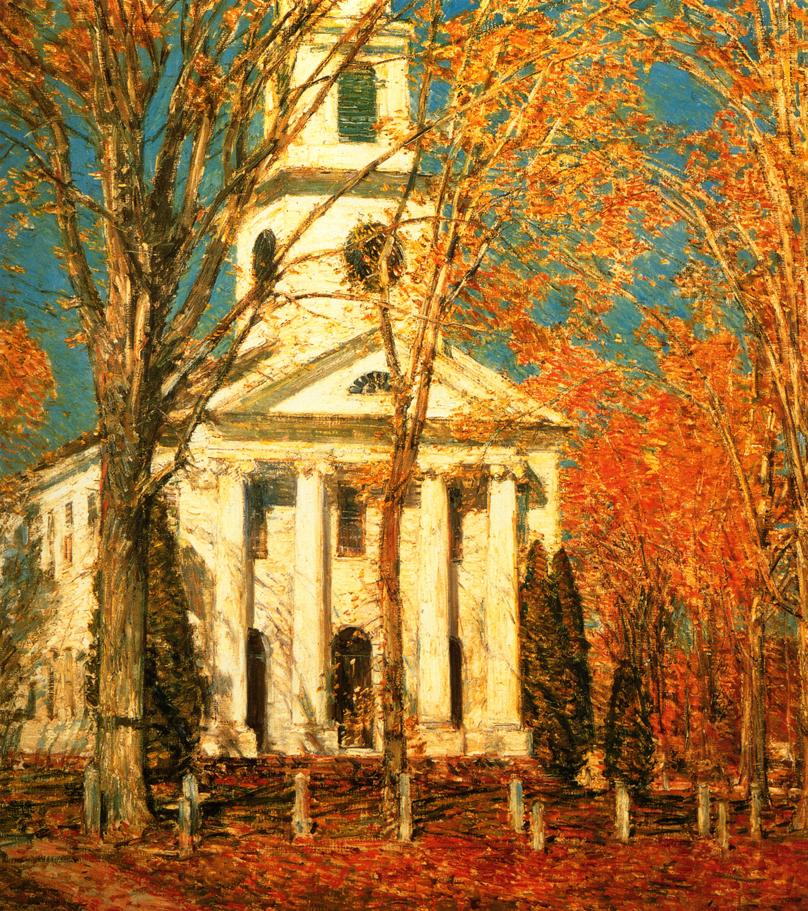
Childe Hassam, Church at Old Lyme, 1905, Galerie d'art Albright-Knox

Inspiré par l'école de Barbizon, le peintre américain Henry Ward Ranger cherche à établir une retraite saisonnière à proximité de la ville de New York. Durant l'été 1899, il découvre la petite ville d'Old Lyme et y loue une chambre dans la pension de miss Florence Griswold (en).
Inspirée par la beauté de la campagne du comté de New London et séduit par sa proximité avec le Long Island Sound, il décide, en accord avec la propriétaire des lieux, d'inviter l'été suivant plusieurs de ces collègues et amis peintres à le rejoindre. Lewis Cohen, Henry Rankin Poore, Louis Paul Dessar et William Henry Howe séjournent alors dans ce qui devient la colonie d'artistes d'Old Lyme. En 1902, le groupe réalise une première exposition au sein de la bibliothèque municipale Phoebe Griffin Noyes, avec des oeuvres de Ranger, Cohen, Poore, Dessar, Howe, Allen Butler Talcott, Clark Voorhees, Frank DuMond, Gifford Beal, Walter Griffin et Arthur L. Dawson, pour ce qui deviendra une tradition estivale.
L'arrivée du peintre Childe Hassam en 1903 influe sur les réalisations de la colonie, avec un passage du tonalisme vers l'impressionnisme américain. Au fil des ans, de nombreux peintres impressionnistes vont séjourner ou exposer au sein de la colonie, comme Willard Metcalf, Bruce Crane, Robert Vonnoh, Bessie Potter Vonnoh, Matilda Browne, Lawton S. Parker, Everett Warner, Ivan Olinsky (en), George Henry Bogert, Wilson Irvine, Edward Charles Volkert, Carleton Wiggins, Guy C. Wiggins, Emil Carlsen, Harry Hoffman, William S. Robinson, Edward Francis Rook, Frank Bicknell, Edmund Greacen, Maurice Braun, Louis Betts, Frederick Winthrop Ramsdell ou Will Howe Foote.

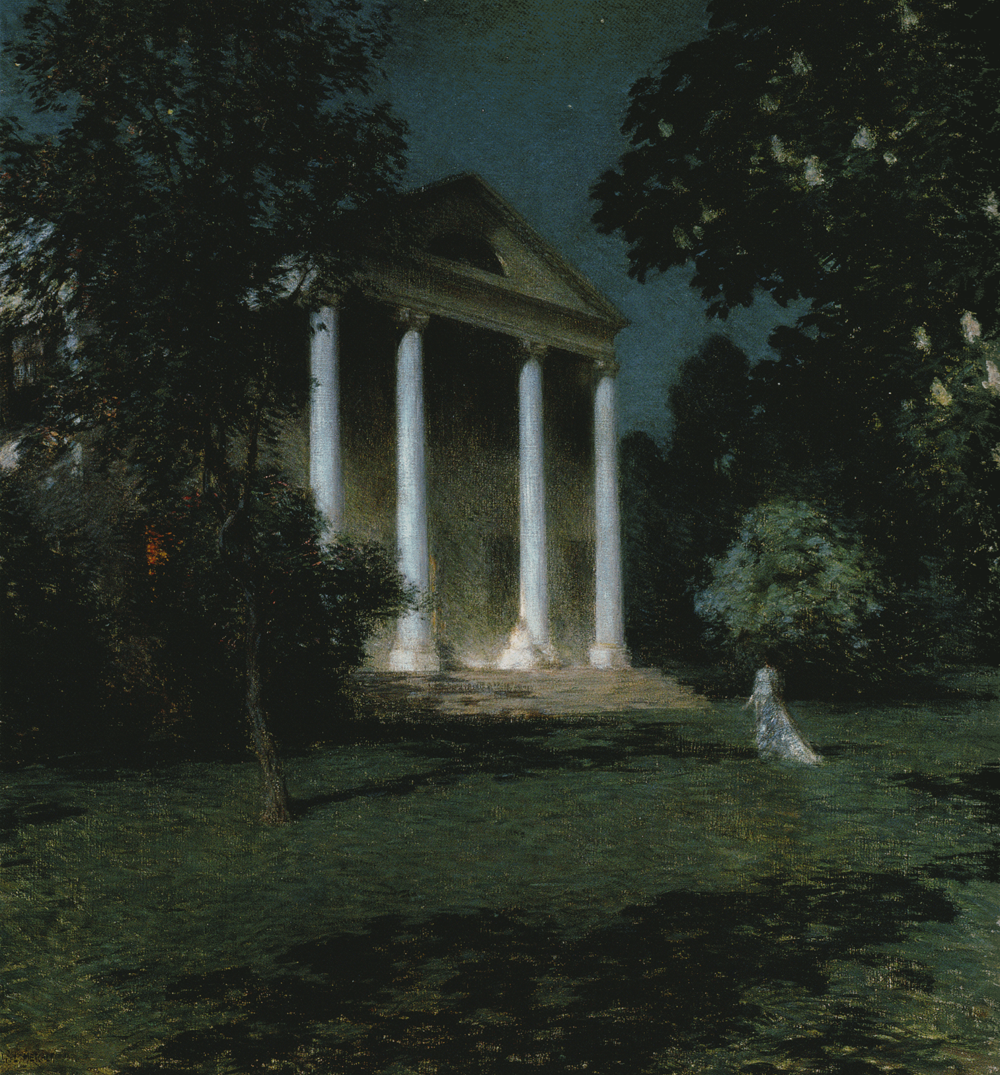
Willard Metcalf, May Night, 1906, National Gallery of Art

Durant les années 1910, l'impressionnisme tombe peu à peu en désuétude. L'exposition internationale d'art moderne de l'Armory Show à New York, la Première Guerre mondiale et les avancées technologiques de l'époque amènent le public et les peintres vers d'autres styles. En 1917, la Lyme Art Association (en) voit le jour afin de financer la construction d'une galerie d'art qui sort de terre en 1921 et ou est désormais organisé une exposition annuelle. Après le décès de Florence Griswold en 1937, la maison de pension devient le Florence Griswold Museum, un musée d'art qui abrite des œuvres et les biens personnels d'artistes qui l'ont fréquenté.

## Liste non exhaustive de peintres ayant exposés à Old Lyme entre 1902 et 1920
- Gifford Beal (1902-1904)
- Frank Bicknell (1908-1920)
- Charles Bittinger (en) (1909-1917, 1920)
- George Henry Bogert (1915-1920)

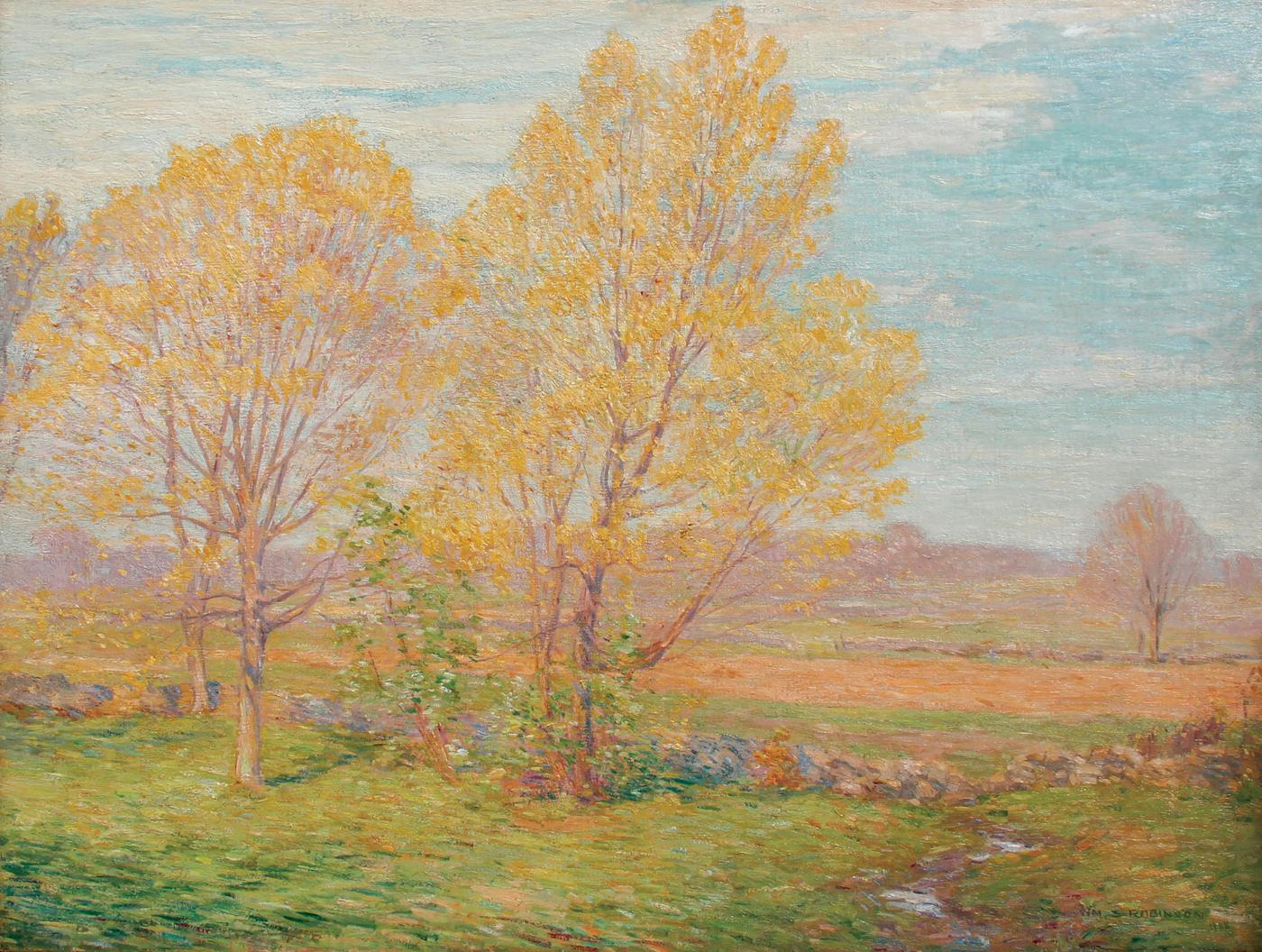
William S. Robinson, Early May, Old Lyme, entre 1900 et 1920

- Matilda Browne (1911-1917, 1919-1920)
- George M. Bruestle (1907-1920)
- William Chadwick (1906-1910, 1918-1919)
- Frederick Stuart Church (1914)
- Lewis Cohen (1902-1905, 1907, 1909-1915)
- Bruce Crane (1919-1920)
- Charles Harold Davis (1903)
- Arthur L. Dawson (1902-1904, 1906-1907)
- Louis Paul Dessar (1902-1905)
- Frank DuMond (1902-1904, 1906-1915, 1918-1920)
- Will Howe Foote (1903-1906, 1908-1920)
- Edmund Greacen (1911-1917)
- Walter Griffin (1902, 1904-1910, 1915-1917)
- Childe Hassam (1903-1913)
- Arthur Heming (en) (1908-1909)
- Harry Hoffman (1906-1920)
- William Henry Howe (1902-1908, 1910-1920)
- Wilson Irvine (1914-1920)
- Alphonse Jongers (1903)
- Alonzo Myron Kimball (1908)
- Theodor Fritz Koch (1902-1914)
- Katherine Langhorne (en) (1912-1913)
- Breta Longacre (1914-1915)
- Lydia Longacre (1911-1915, 1917-1920)
- Willard Metcalf (1905-1909, 1911)
- Robert Crannell Minor (1903)
- George Glenn Newell (1906)
- Robert Hogg Nisbet (1905-1906)
- Ivan Olinsky (en) (1917-1920)
- Lawton S. Parker (1912, 1919-1920)
- Henry Rankin Poore (1902-1920)
- Frederick Winthrop Ramsdell (1907-1920)
- Henry Ward Ranger (1902-1903)
- William S. Robinson (1906-1920)
- Edward Francis Rook (1904-1915. 1917-1920)
- Chauncey Foster Ryder (en) (1910-1911)
- Arthur Watson Sparks (en) (1911-1912)
- Edward Simmons (1906)
- Allen Butler Talcott (1902-1909)
- Mary Bradish Titcomb (en) (1913)
- Charles Vezin (1907-1914, 1920)
- Bessie Potter Vonnoh (1915-1920)
- Robert Vonnoh (1915-1920)
- Clark Voorhees (1902-1920)
- Everett Warner (1910-1920)
- Henry C. White (1904-1905)
- Carleton Wiggins (1904-1912, 1914-1920)
- Guy C. Wiggins (1904 -1920)
- Charles Morris Young (1907-1908, 1911)